# Stazione di Villeneuve
La stazione di Villeneuve (in francese gare de Villeneuve) è una fermata ferroviaria nell'omonimo comune della Valle d'Aosta; l'impianto si trova lungo la linea Aosta-Pré Saint Didier.

## Storia
La stazione venne inaugurata il 28 ottobre 1929 contestualmente all'apertura della linea ad opera della società Ferrovia Aosta–Pré-St-Didier (FAP), azienda collegata alla Cogne.
Il 16 ottobre 1931, l'esercizio dell'intera linea venne assunto dalle Ferrovie dello Stato (FS).
Fra il 1929 e il 1945, nell'ambito dell'italianizzazione dei nomi imposta dal regime dell'epoca che impose conseguenti modifiche amministrative, la stazione, così come la località, prese il nome di Villanova Baltea.
Nel 1968, considerato il diminuito traffico merci, le FS decisero di sopprimere la trazione elettrica semplificando conseguentemente gli impianti di stazione.
L'ulteriore semplificazione degli impianti avvenuta fra il 1991 e il 1992 comportò la trasformazione in semplice fermata impresenziata.
La Regione Valle d'Aosta ha sospeso l'esercizio sulla linea da Aosta a partire dal 24 dicembre 2015.

## Strutture e impianti

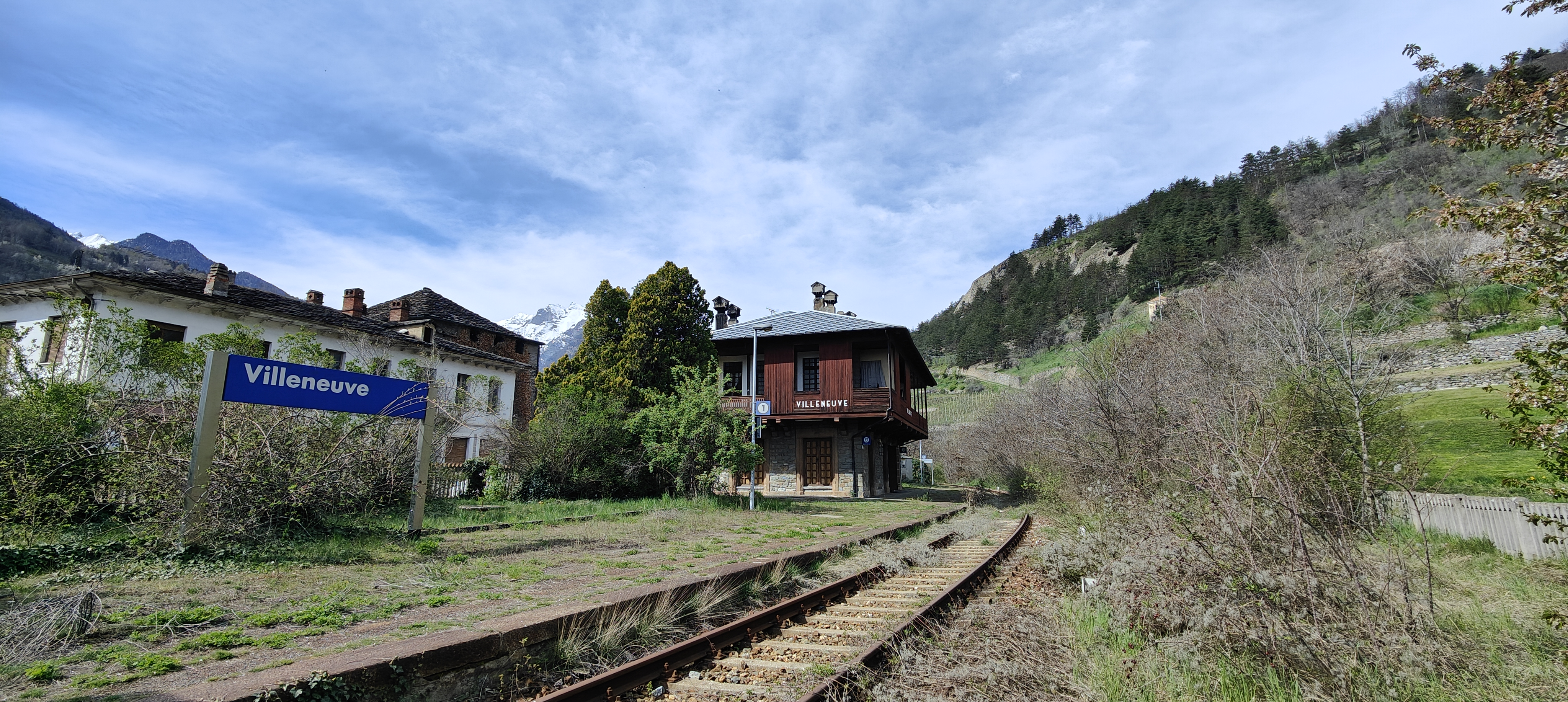
La stazione (ubicata in frazione La Crête) nello stato in cui si trova ad aprile 2024

Il fabbricato viaggiatori è una costruzione in legno e pietraviva il cui stile, come quelli degli altri edifici posti lungo la linea, si rifà alla Cascina l'Ôla di Introd, riprendendone materiali e morfemi.

## Movimento
Il servizio era costituito da treni regionali effettuati da Trenitalia nell'ambito del contratto di servizio stipulato con la Regione Valle d'Aosta.

## Servizi
La fermata, che RFI classifica nella categoria "bronze", dispone dei seguenti servizi:
- Biglietteria automatica